# Until I Feel Nothing
Albums de Carnifex
Hell Chose Me
(2010)
Until I Feel Nothing est le quatrième album studio du groupe de deathcore américain Carnifex. L'album est sorti le 24 octobre 2011 sous le label Victory Records.

## Line-up
- Scott Lewis : Chant
- Cory Arford : Guitare
- Ryan Gudmunds : Guitare
- Fred Calderon : Basse
- Shawn Cameron : Batterie

## Liste des titres
1. Deathwish – 1:19
2. We Spoke of Lies – 2:56
3. A Grave to Blame – 3:38
4. Dead But Dreaming – 3:51
5. Creation Defaced – 4:14
6. Dehumanize – 3:00
7. Until I Feel Nothing – 3:51
8. Never Forgive Me – 3:04
9. Wretched Entropy – 2:50
10. Curse My Name – 3:27